# 安博维尔
安博维尔（法語：Humbauville，法語發音：[œ̃bovil]）是法国马恩省的一个市镇，属于维特里勒弗朗索瓦区。

## 地理
安博维尔（48°39'31"N, 4°24'57"E）面积16.85 平方千米，位于法国大東部大區马恩省，该省份为法国东北部内陆省份，北起阿登省，西北接埃纳省，西南接塞纳-马恩省，南至奥布省，东南接上马恩省，东临默兹省。
与安博维尔接壤的市镇（或旧市镇、城区）包括：多农、库尔德芒日、于龙、勒梅蒂耶尔瑟兰、圣旺-栋普罗、松皮。

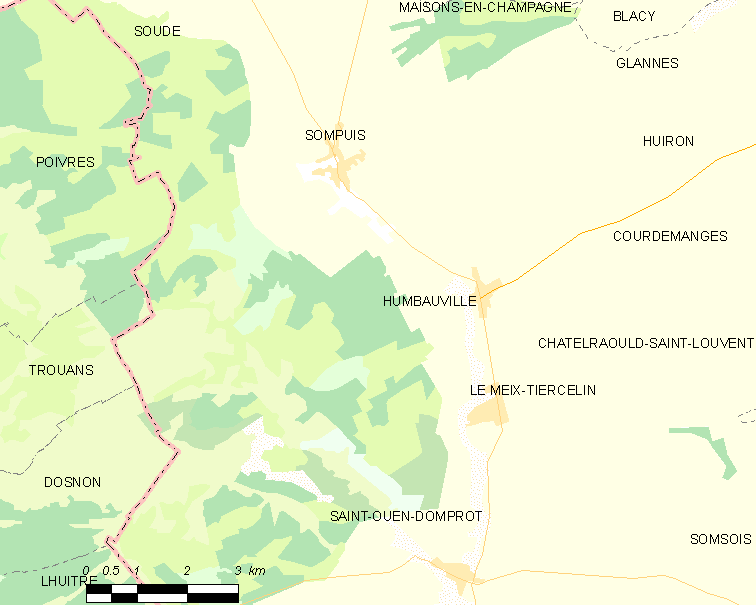
安博维尔的OSM定位图

安博维尔的时区为UTC+01:00、UTC+02:00（夏令时）。

## 行政
安博维尔的邮政编码为51320，INSEE市镇编码为51296。

## 政治
安博维尔所属的省级选区为维特里勒弗朗索瓦-香槟-代尔县。

## 人口

1962-2008年间安博维尔人口变化图示

安博维尔于2022年1月1日时的人口数量为75人。